# Екатериновка (Тевризский район)
Екатери́новка — село в Тевризском районе Омской области России. Административный центр Екатерининского сельского поселения.

## География
Село находится в северной части Омской области, на правом берегу реки Туй и на западном берегу озера Каут, на расстоянии примерно 17 км (по прямой) к северо-востоку от посёлка городского типа Тевриз, административного центра района. Абсолютная высота — 58 м над уровнем моря.
Часовой пояс
Село Екатериновка, как и вся Омская область, находится в часовой зоне МСК+3. Смещение применяемого времени относительно UTC составляет +6:00.

## История
Основано в 1898 году. По данным 1928 года, в селе Екатерининское имелось 87 хозяйств и проживало 520 человек (в основном — белоруссы). Функционировала школа. В административном отношении являлось центром сельсовета Тевризского района Тарского округа Сибирского края.

## Население
| 1926 | 2010 |
| ---- | ---- |
| 520  | ↘343 |

Гендерный состав
По данным Всероссийской переписи населения 2010 года, в гендерной структуре населения мужчины составляли 53,6 %, женщины — соответственно 46,4 %.
Национальный состав
Согласно результатам переписи 2002 года, в национальной структуре населения русские составляли 88 %.

## Улицы
| - ул. Заречная, - ул. Зелёная, - ул. Кооперативная, | - ул. Луговая, - ул. Новая, - пер. Окружной, | - ул. Северная, - ул. Сосновая, - ул. Школьная. |

## Инфраструктура
В селе функционируют средняя общеобразовательная школа, фельдшерско-акушерский пункт (структурное подразделение Тевризской ЦРБ), сельский дом культуры и отделение Почты России.

## Достопримечательности
В 1904 году в селе была построена церковь Александра Невского. Деревянный храм был выполнен в традициях русского деревянного зодчества с элементами эклектики в архитектурном решении. В настоящее время данный храм является памятником архитектуры.